# Église Saint-Martin de Parsac
Pour les articles homonymes, voir Église Saint-Martin.
L'église Saint-Martin est une église située sur la commune de Parsac-Rimondeix, dans le département de la Creuse en France.
Elle fait l'objet d'une protection au titre des monuments historiques.

## Localisation
L'église Saint-Martin est située dans le quart nord-est du département de la Creuse, sur la commune de Parsac-Rimondeix, dans le nord du bourg de Parsac.

## Historique et architecture
L'église a été édifiée à la fin du fin XIe siècle ou au début XIIe siècle. Seules les deux travées du chœur datent de cette époque, le reste de l'édifice ayant été refait probablement au XIXe siècle.
L'édifice, y compris son décor peint, est inscrit au titre des monuments historiques par arrêté du 27 novembre 1989.

## Mobilier
Une statue du XVIe siècle en bois représentant sainte Madeleine est inscrite au titre des monuments historiques depuis le 23 février 1973.
Trois autres objets en bois sont inscrits depuis le 22 octobre 1979 :
- le maître-autel est adossé à un retable monumental haut de 7,10 m et large de 5,40 m. L'ensemble qui date du XIXe siècle comprend également trois tableaux [3] ;
- un Christ en croix qui pourrait dater du XVIIe siècle[4] ;
- une statue du XVIIe ou XVIIIe siècle représentant saint Martin[5].

Deux sculptures en pierre sont également inscrites depuis le 22 octobre 1979 :
- une Vierge à l'Enfant du XVIe siècle[6] ;
- une Pietà pouvant dater de la même période[7].

## Galerie de photos

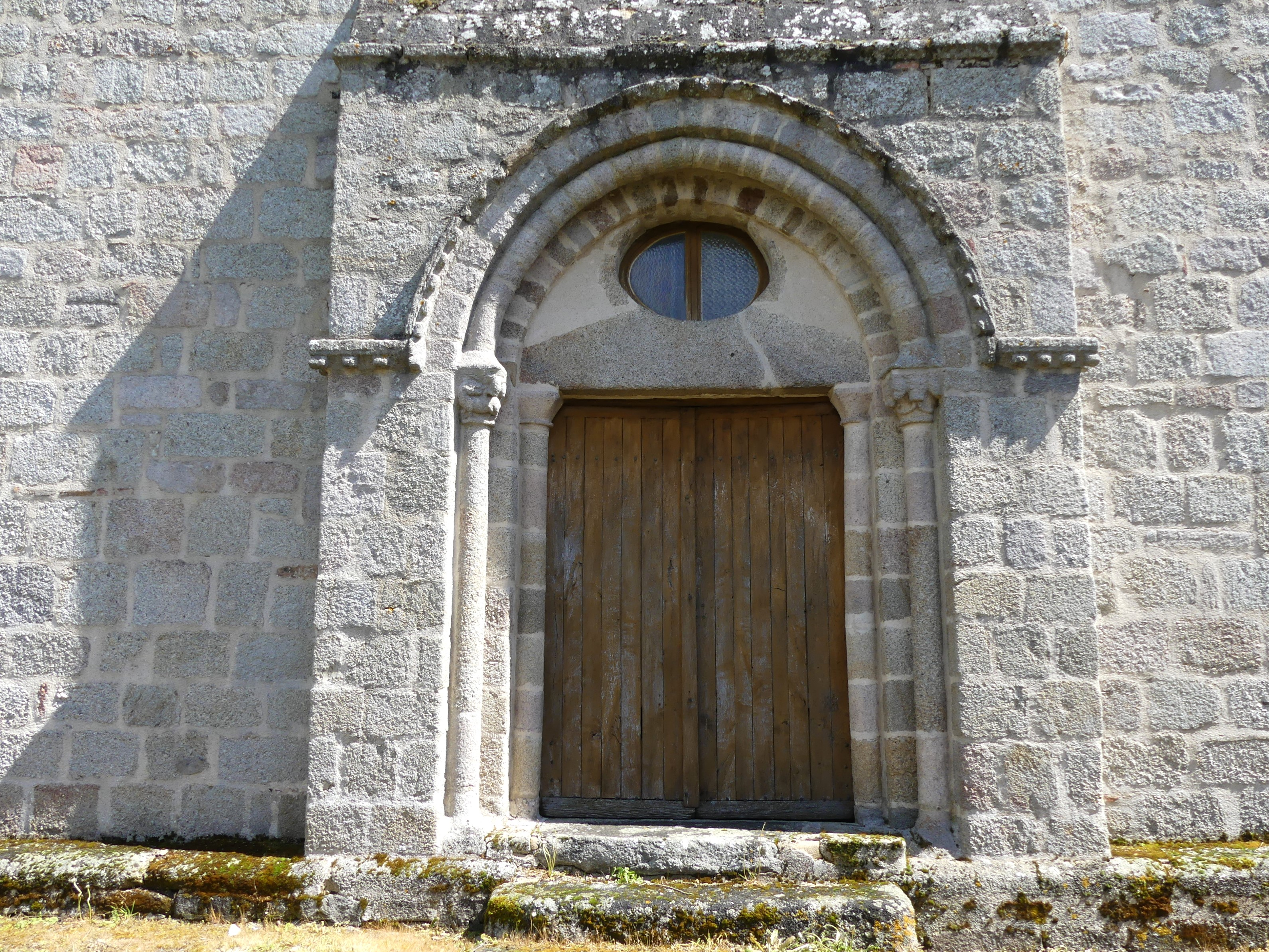
Le portail de l'église.
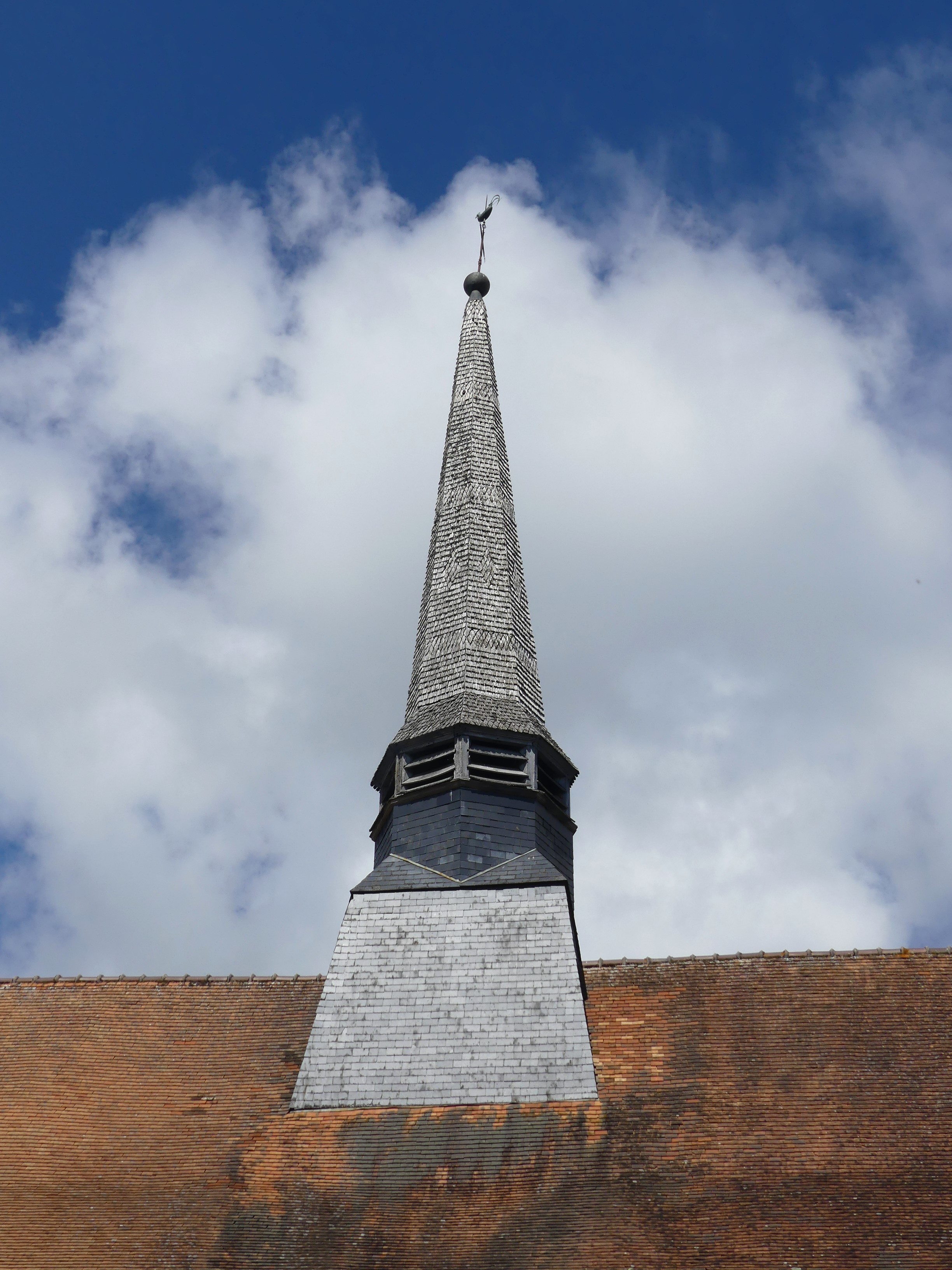
Son clocher.
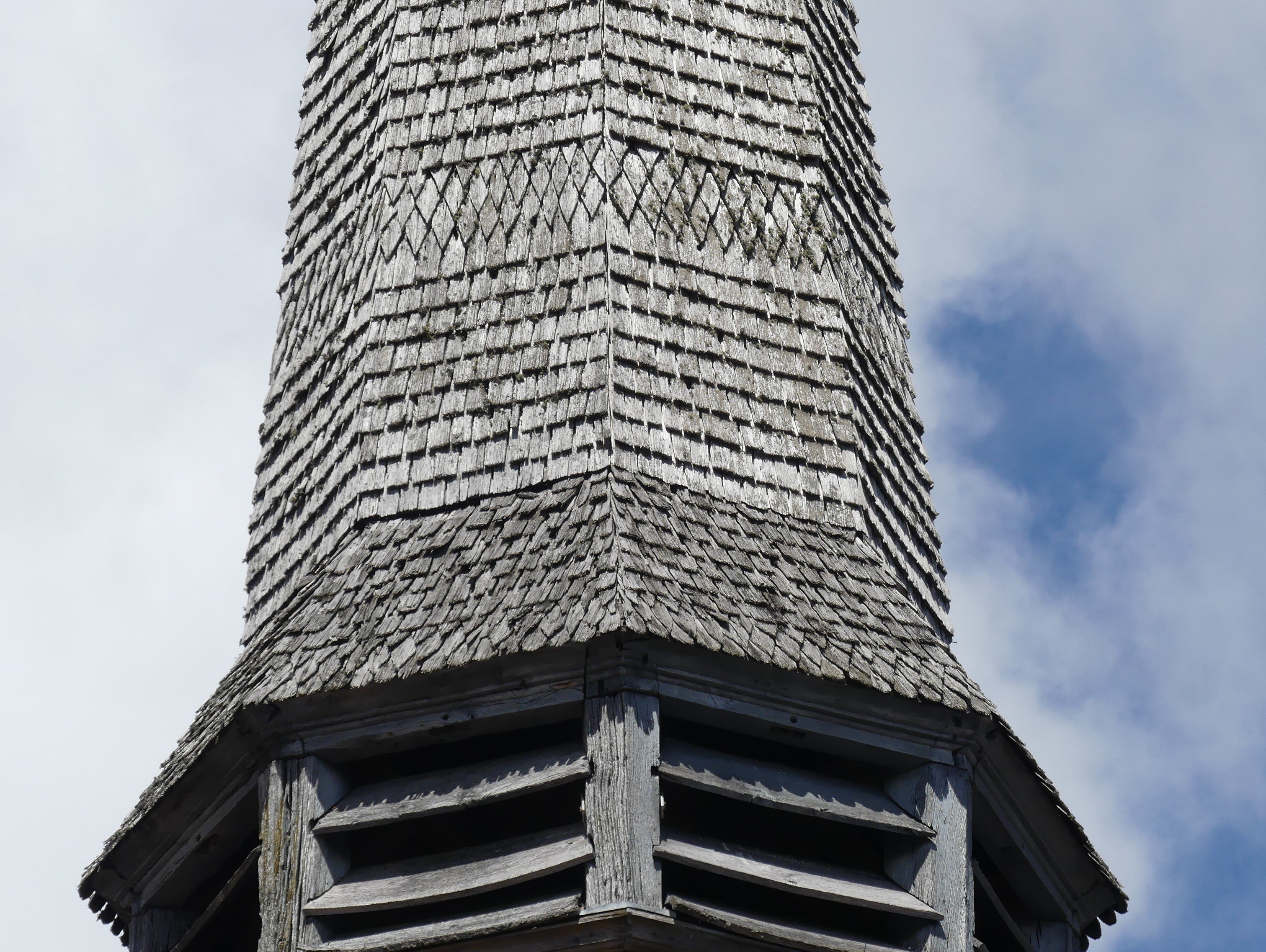
Les bardeaux du clocher.
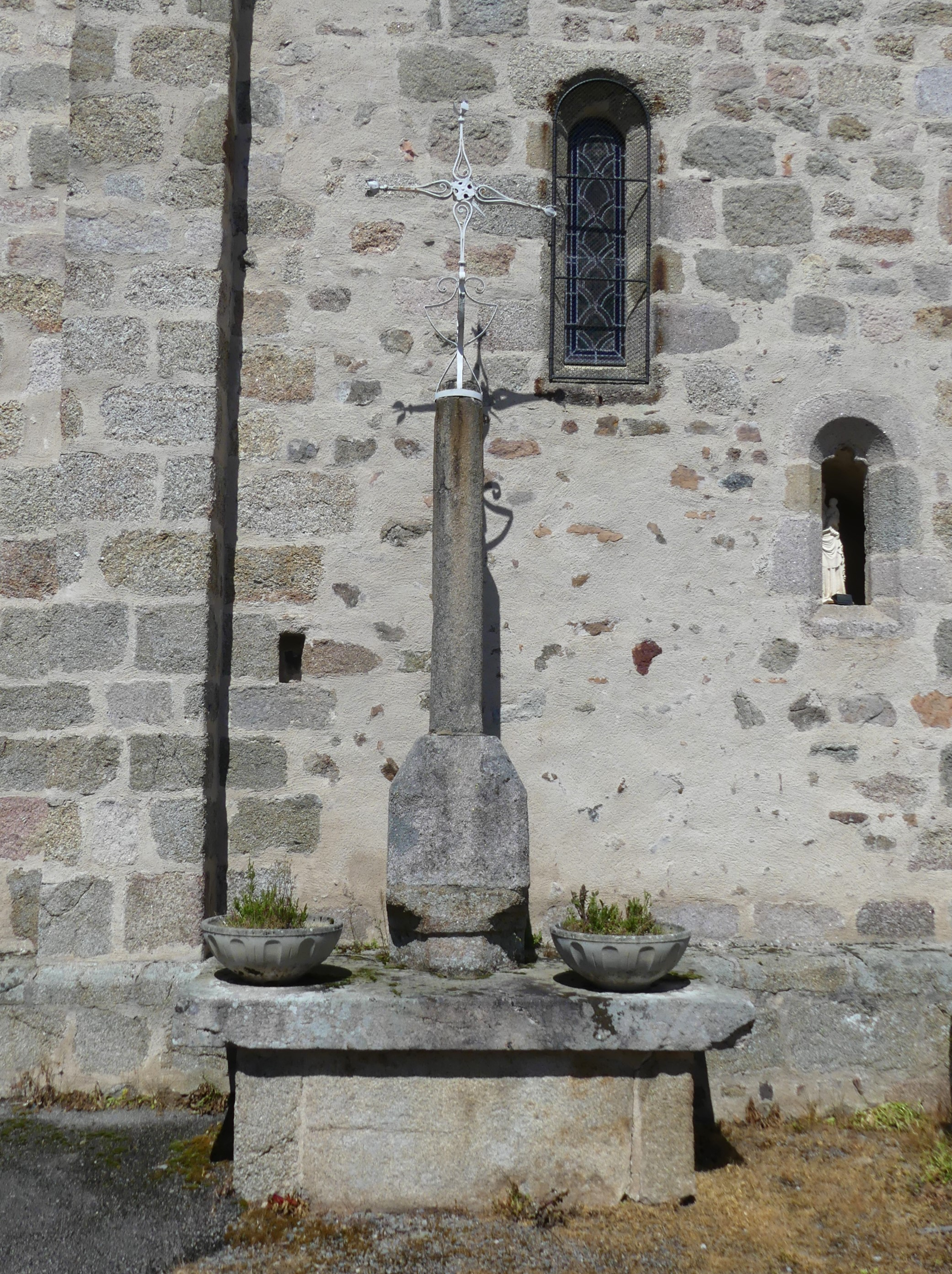
Croix devant l'église.
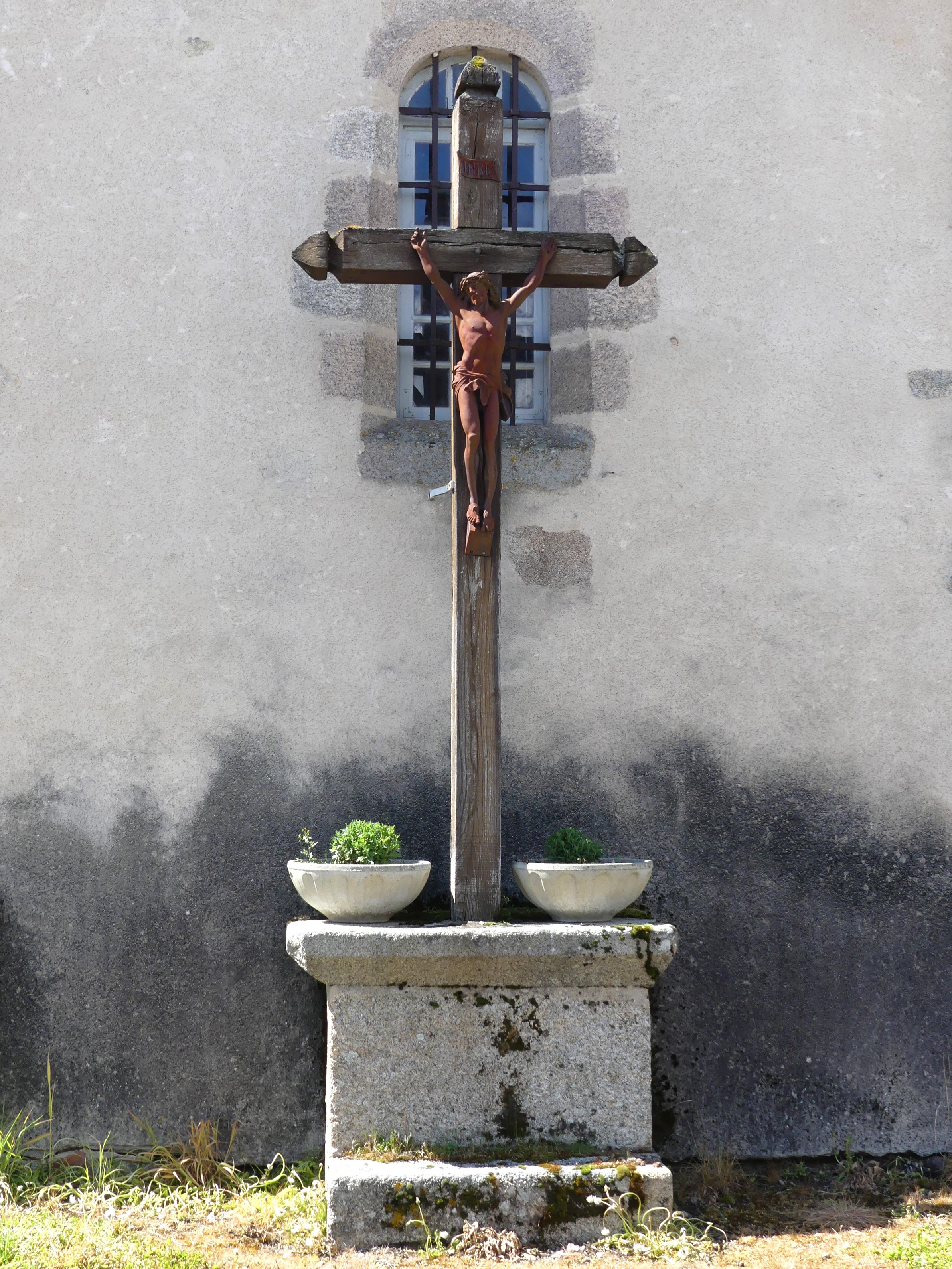
Crucifix au chevet de l'église.